# 風になる (中村中の曲)
「風になる」（かぜになる）は、中村中の4枚目のシングル。

## 概要
2007年2月21日に発売された。CDとCD+DVDの2形態が同時リリースされている。
同年1月1日発売のアルバム『天までとどけ』からシングルカットされた作品である。シングルを通して決別の内容となっており、アルバムから流れる世界観に一区切りをつける意味としてリリースされた。

## 収録曲
1. 風になる
  - ザナドゥー配給映画『叫』主題歌

高校生の頃に書いた曲で、自身の失恋経験をもとに書き上げられた。「そうやってあの人はいつも私の前から離れていく」というTVスポットのキャッチコピーの通り、人を好きになればその想いは口に出さずともばれてしまい、途端にその人が離れていってしまうという内容の世界観となっている。音楽も、ストリングスの他にハープや木管楽器を起用し、映画に合わせた曲となっている。これについては本人曰く「スタジオジブリの作品に影響を受けて、大陸をイメージさせるように制作した」と語っている。
なお、映画『叫』のプロデューサーである一瀬隆重が、2枚目のシングルである「友達の詩」を聴いて「これこそが探していた声だ」「黒沢監督の世界観にぴったりフィットして、しかも聴くものを虜にする」と感銘を受け、中村に直々に指名をしたことでこの曲が主題歌に起用された。
2. ゆびきり
ピアノの音色を前面に出したシンプルな構成の曲。もともとはアルバムに収録予定であったが、シングルの世界観に合わせるため収録を見送ったという。

DVD
1. 風になる [MUSIC CLIP]